# Roman Rác
Roman Rác (ur. 28 grudnia 1990 w Dubnicy nad Váhom) – słowacki hokeista, reprezentant Słowacji.

## Kariera
- HC Ołomuniec U20 (2008-2012)
- HC Ołomuniec (2009/2010, 2011-2017)
- HK Bulldogs Trenczyn U20 (2010)
- HC Valašské Meziříčí (2011/2012, 2012/2013)
- HC Hawierzów (2016/2017, 2017/2018)
- VHK Vsetín (2018-2019)
- HK Nitra (2019-2020)
- Lotos PKH Gdańsk (2020)
- JKH GKS Jastrzębie (2020-2022)
- Cracovia (2022-2023)
- GKS Tychy (2023-2024)
- JKH GKS Jastrzębie (2024-)

Przez wiele lat był zawodnikiem czeskiego klubu HC Ołomuniec. W kadrze Słowacji zagrał w turnieju Deutschland Cup 2014. Po sezonie 2014/2015 leczył zapalenie mięśnia sercowego. Stamtąd w grudniu 2016 i na sezon 2017/2018 był wypożyczony do Hawierzowa. W maju 2017 przeszedł do Vsetina. W sierpniu 2019 został zawodnikiem słowackiego HK Nitra. W styczniu 2020 został zaangażowany przez Lotos PKH Gdańsk w rozgrywkach Polskiej Hokej Ligi. W połowie 2020 podpisał kontrakt z JKH GKS Jastrzębie w tej samej lidze. Po dwóch sezonach w barwach tej drużyny odszedł z klubu, a pod koniec kwietnia 2022 został ogłoszony nowym zawodnikiem Cracovii. W maju 2023 przeszedł do GKS Tychy. Od października 2024 ponownie w JKH.

## Sukcesy
Klubowe
- Superpuchar Polski: 2020, 2021 z JKH GKS Jastrzębie, 2023 z GKS Tychy
- Puchar Polski: 2021 z JKH GKS Jastrzębie, 2023 z GKS Tychy
- Złoty medal mistrzostw Polski: 2021 z JKH GKS Jastrzębie
- Brązowy medal mistrzostw Polski: 2022, 2025 z JKH GKS Jastrzębie, 2024 z GKS Tychy